# Challenge Sprint Pro 2013
El Challenge Sprint Pro 2013 se disputó en Quebec (Canadá), el 12 de septiembre de 2013.
Se celebró el día anterior al Gran Premio de Quebec, prueba perteneciente al UCI WorldTour.
Cada equipo participante en el Gran Premio de Quebec escogió a un corredor para la carrera, y también participaron 3 corredores canadienses clasificados en una prueba paralela al principio del día. 
Mediante series eliminatorias de 3 o 4 corredores, los 2 primeros de cada una se clasificaron progresivamente hasta llegar a la final. Bryan Coquard, del equipo Europcar, batió en la final a Giacomo Nizzolo, Moreno Hofland y Alexey Lutsenko, quienes fueron 2º, 3º y 4ª respectivamente.

## Participantes
La siguiente es la lista de ciclistas que participaron:
| Los 19 participantes de los equipos UCI ProTeam | Los 19 participantes de los equipos UCI ProTeam | Los 19 participantes de los equipos UCI ProTeam | Los 19 participantes de los equipos UCI ProTeam |
| Ciclista                                        | Equipo                                          | Ciclista                                        | Equipo                                          |
| ----------------------------------------------- | ----------------------------------------------- | ----------------------------------------------- | ----------------------------------------------- |
| Geraint Thomas                                  | Sky Procycling                                  | Francisco Ventoso                               | Movistar Team                                   |
| Alexey Tsatevitch                               | Katusha                                         | Rory Sutherland                                 | Team Saxo-Tinkoff                               |
| Matteo Trentin                                  | Omega Pharma-Quick Step                         | Alexey Lutsenko                                 | Astana Pro Team                                 |
| Giacomo Nizzolo                                 | RadioShack Leopard                              | Hugo Houle                                      | Ag2r La Mondiale                                |
| Moreno Hofland                                  | Belkin-Pro Cycling Team                         | Fabian Wegmann                                  | Garmin Sharp                                    |
| Guillaume Boivin                                | Cannondale Pro Cycling                          | Amaël Moinard                                   | BMC Racing Team                                 |
| Jan Polanc                                      | Lampre-Merida                                   | Tomas Vaitkus                                   | Orica GreenEDGE                                 |
| Gorka Izagirre                                  | Euskaltel Euskadi                               | Luka Mezgec                                     | Team Argos-Shimano                              |
| Jens Debusschere                                | Lotto Belisol                                   | Dominique Rollin                                | FDJ.fr                                          |
| Danny van Poppel                                | Vacansoleil-DCM                                 |                                                 |                                                 |
| Los 2 participantes de equipos invitados        |                                                 |                                                 |                                                 |
| Bryan Coquard                                   | Team Europcar                                   | Zachary Bell                                    | Selección de Canadá (Canadá 1)                  |
| Los 3 canadienses clasificados previamente      |                                                 |                                                 |                                                 |
| Pierrick Naud                                   | Canadá 2                                        | Geoffroy Dussault                               | Canadá 3                                        |
| Rémi Pelletier-Roy                              | Canadá 4                                        |                                                 |                                                 |

## Primera Ronda
| # | Ciclista           | Equipo     |
| - | ------------------ | ---------- |
| 1 | Rèmi Pelletier-Roy | Canadá 4   |
| 2 | Dominique Rollin   | FDJ.fr     |
| 3 | Amaël Moinard      | BMC Racing |
| 4 | Geraint Thomas     | Sky        |

| # | Ciclista          | Equipo        |
| - | ----------------- | ------------- |
| 1 | Alexey Tsatevitch | Katusha       |
| 2 | Luka Mezgec       | Argos-Shimano |
| 3 | Pierrick Naud     | Canadá 2      |
| 4 | Fabian Wegmann    | Garmin Sharp  |

| # | Ciclista       | Equipo                  |
| - | -------------- | ----------------------- |
| 1 | Bryan Coquard  | Europcar                |
| 2 | Matteo Trentin | Omega Pharma-Quick Step |
| 3 | Hugo Houle     | Ag2r La Mondiale        |
| 4 | Tomas Vaitkus  | Orica GreenEDGE         |

| # | Ciclista         | Equipo             |
| - | ---------------- | ------------------ |
| 1 | Giacomo Nizzolo  | RadioShack Leopard |
| 2 | Alexey Lutsenko  | Astana             |
| 3 | Danny van Poppel | Vacansoleil-DCM    |
| 4 | Jan Polanc       | Lampre-Merida      |

| # | Ciclista       | Equipo            |
| - | -------------- | ----------------- |
| 1 | Zachary Bell   | Canadá 1          |
| 2 | Moreno Hofland | Belkin            |
| 3 | Gorka Izagirre | Euskaltel Euskadi |
| 4 | Bruno Pires    | Saxo-Tinkoff      |

| # | Ciclista          | Equipo        |
| - | ----------------- | ------------- |
| 1 | Jens Debusschere  | Lotto Belisol |
| 2 | Geoffroy Dussault | Canadá 3      |
| 3 | Francisco Ventoso | Movistar      |
| 4 | Guillaume Boivin  | Cannondale    |

|  | Clasificado a la siguiente ronda. |

## Cuartos de final
| # | Ciclista           | Equipo                  |
| - | ------------------ | ----------------------- |
| 1 | Rèmi Pelletier-Roy | Canadá 4                |
| 2 | Giacomo Nizzolo    | RadioShack Leopard      |
| 3 | Luka Mezgec        | Argos-Shimano           |
| 4 | Matteo Trentin     | Omega Pharma-Quick Step |

| # | Ciclista          | Equipo   |
| - | ----------------- | -------- |
| 1 | Zachary Bell      | Canadá 1 |
| 2 | Alexey Lutsenko   | Astana   |
| 3 | Geoffroy Dussault | Canadá 3 |
| 4 | Alexey Tsatevitch | Katusha  |

| # | Ciclista         | Equipo        |
| - | ---------------- | ------------- |
| 1 | Moreno Hofland   | Belkin        |
| 2 | Bryan Coquard    | Europcar      |
| 3 | Dominique Rollin | FDJ.fr        |
| 4 | Jens Debusschere | Lotto Belisol |

|  | Clasificado a la siguiente ronda. |

## Semifinales
| # | Ciclista           | Equipo   |
| - | ------------------ | -------- |
| 1 | Bryan Coquard      | Europcar |
| 2 | Alexey Lutsenko    | Astana   |
| 3 | Rémi Pelletier-Roy | Canadá 4 |

| # | Ciclista        | Equipo             |
| - | --------------- | ------------------ |
| 1 | Moreno Hofland  | Belkin             |
| 2 | Giacomo Nizzolo | RadioShack Leopard |
| 3 | Zachary Bell    | Canadá 1           |

|  | Clasificado a la siguiente ronda. |

## Final
| # | Ciclista        | Equipo             |
| - | --------------- | ------------------ |
| 1 | Bryan Coquard   | Europcar           |
| 2 | Giacomo Nizzolo | RadioShack Leopard |
| 3 | Moreno Hofland  | Belkin             |
| 4 | Alexey Lutsenko | Astana             |